# Wiesen (Gemeinde Lesachtal)
Wiesen ist eine Ortschaft in der Gemeinde Lesachtal in Kärnten.
Der Weiler Wiesen im Lesachtal liegt westlich von St. Lorenzen in 1120 m Seehöhe und hat 22 Einwohner (2024).

## Kultur und Sehenswürdigkeiten
Die Filialkirche hl. Radegund ist die älteste Kirche im Lesachtal.

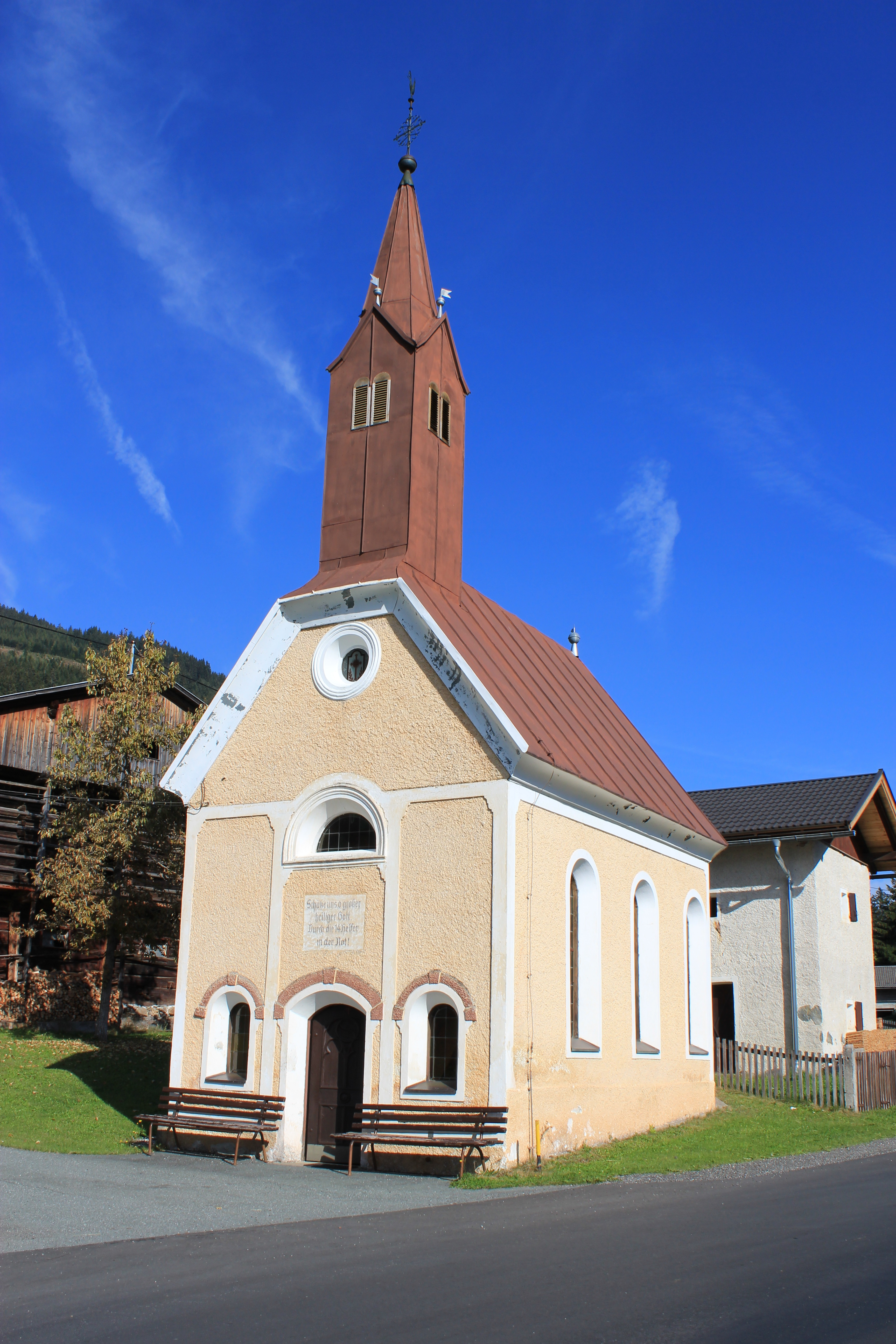
Vierzehn Nothelfer Kapelle

Die den 14 Nothelfern geweihte Kapelle wurde 1884 an jener Stelle errichtet, an der früher ein der heiligen Apollonia geweihter Bildstock stand. Nach einem Brand am 2. Mai 1959 wurde der Bau wiederhergestellt und 1962 neu geweiht.
Der neobarocke Bau mit 3/8-Schluss, Lisenengliederung und Rundbogenfenster ist mit einem Dachreiter über den Westgiebel bekrönt. Der nachbarocke Altar im Rundbogenstil zeigt im als Relief gestalteten Altarblatt das Jesuskind umgeben von den vierzehn Nothelfern.
Weiters zählen zur Ausstattung ein Kruzifix mit den Leidenswerkzeugen und eine Lourdesgrotte.